# 마세라티 메락
마세라티 메락(Maserati Merak)은 1972년부터 1983년까지 생산된 마세라티의 스포츠카이다.

## 역사
1972년 파리 모터쇼에서 공개되었다. 조르제토 주지아로가 디자인하였다. 단종되기까지 총 1830대가 생산되었다.

## 사양
3.0 L 90° V6 엔진과 2.0 L 90° V6 엔진을 각각 출시했다.

## 모델
- 메락

메락의 3L 엔진은 6000rpm에서 187마력을 낼 수 있고, 4000rpm에서는 255N⋅m의 토크를 낼 수 있다. 최고 속도는 149마일 (240km/h)이상 낼 수 있다.
- 메락 SS

1975년 3월 제네바 모터쇼에서 공개되었지만, 다음 해까지 생산되지는 않았다. 무게는 이전 모델보다 50kg 감소했고, 출력은 217마력으로 증가했다.
- 메락 2000 GT

1977년 11월 토리노 모터쇼에서 더 작은 2L 동력 장치를 갖춘 메락 2000 GT를 선보였다. 메락 2000 GT는 7000rpm에서 168마력을 낼 수 있고, 4000rpm에서는 186N⋅m을 낼 수 있다.